# Chatra
Chatra ist eine Stadt im indischen Bundesstaat Jharkhand.
Die Stadt ist Hauptort des gleichnamigen Distrikt Chatra. Chatra wird als ein Nagar Parishad verwaltet. Die Stadt ist in 22 Wards (Wahlkreise) gegliedert.

## Demografie
Die Einwohnerzahl der Stadt liegt laut der Volkszählung von 2011 bei 49.985. Chatra hat ein Geschlechterverhältnis von 882 Frauen pro 1000 Männer und damit einen für Indien üblichen Männerüberschuss. Die Alphabetisierungsrate lag bei 80,0 % im Jahr 2011. Knapp 67 % der Bevölkerung sind Hindus, ca. 32 % sind Muslime und ca. 1 % gehören einer anderen oder keiner Religion an. 15,6 % der Bevölkerung sind Kinder unter 6 Jahren.